# Андре Гретри
Андре-Ернест-Модест Гретри (на френски: André-Ernest-Modeste Grétry; 9 февруари 1741, Лиеж — 24 септември 1813, Монморанси) е френски композитор от белгийски произход.
Член е на Френската академия (1795) и е един от инспекторите на Парижката консерватория (1795).
Творчеството му се развива под влиянието на естетиката на енциклопедистите, особено на Жан-Жак Русо. Създава опери върху народно-патриотични и революционни сюжети:
- „Петър Велики“ (1790),
- „Вилхелм Тел“ (1791),
- „Празникът на разума, или Републиканската избраница“ (1794).

Остава известен най-вече със своите комични опери .
Неговите мемоари са образец на естетиката на френския сантиментализъм. Автор е на:
- „Двамата скъперници“ (1770),
- „Земир и Азор“ (1771),
- „Ричард Лъвското сърце“ (1784) и др.